# Actinanthella wyliei
Actinanthella wyliei là một loài thực vật có hoa trong họ Loranthaceae. Loài này được (Sprague) Wiens mô tả khoa học đầu tiên năm 1978.